# 佛伊泰克
佛伊泰克（發音：[ˈvɔjtɛk]；1942年—1963年12月2日）是一頭敘利亞棕熊，二戰期間隸屬於波蘭流亡政府第2兵團第22砲兵運補連，曾在卡西諾戰役協助士兵們搬運彈藥。
英語化拼作，源自波蘭語「Wojciech」，是一個古老的斯拉夫名字，意為「享受戰爭者」或「面帶微笑的戰士」。

## 早期
1942年，一位在現今伊朗王國哈馬丹附近的小男孩捕獲了才剛剛學會蹣跚行走失怙的佛伊泰克，并轉賣給駐紮在附近的波蘭部隊。由於毛茸茸的外表加上蹣跚的形態，佛伊泰克成為了駐地官兵與附近民眾的最愛。當時，佛伊泰克因為未滿一歲，因此士兵們便讓牠喝奶。後來，士兵們開始給予牠水果、果醬、蜂蜜和糖漿吃，並有時候會給予牠啤酒喝、讓牠抽煙和讓牠吃香煙。從此，佛伊泰克便跟著連隊從伊朗移防到現今的伊拉克王國，再遷移到法屬敘利亞，轉進英屬巴勒斯坦，又停留過埃及王國，最後到了義大利王國南部。從埃及移防義大利之前，由於友軍英國第8軍團拒絕讓熊登船，連隊指揮官將其列為部隊正式編制成員，並將其命名為佛伊泰克（波蘭語「享受戰爭者」的意思），享有軍階及軍餉。

## 戰爭期間

第22運輸連隊徽，徽上抱著彈藥的熊正是佛伊泰克。

隨著激烈的卡西諾山修道院戰役爆發，移防到義大利南部的波蘭部隊自然也被投入了戰場，從五月中起頂替已經精疲力竭並且傷亡慘重的英國第78步兵師。佛伊泰克由於力氣大而被訓練搬運各種重要補給，尤其是砲彈之類的沉重物資。佛伊泰克從來沒有摔落過任何搬運物資，也沒有被槍砲、爆炸聲驚嚇而顯得惶惶不安，因此指揮總部特別嘉許，將第22砲運連的徽章更改為一隻抱著砲彈的熊，並且更名為第22運輸連。
1945年，隨著第二次世界大戰接近尾聲時，第22運輸連被調往蘇格蘭柏維克郡的哈頓村（Hutton）駐紮，佛伊泰克馬上獲得柏維克郡當地居民與媒體的寵愛。波蘭－蘇格蘭文化協會（Scottish Polish Cultural Association）頒發佛伊泰克「榮譽會員」資格，以示對牠的喜愛與崇敬。大戰結束後1947年11月15日，隨著波蘭部隊的解編，官兵不斷地解甲歸國，乏人照顧的佛伊泰克就被送往了愛丁堡動物園，並在當地度過餘生。
佛伊泰克除了食用蜂蜜、果醬、果汁、水果以外，牠最喜歡的飲料是與普通士兵一樣的啤酒，甚至會與其他同袍一起抽煙。

## 戰後生活

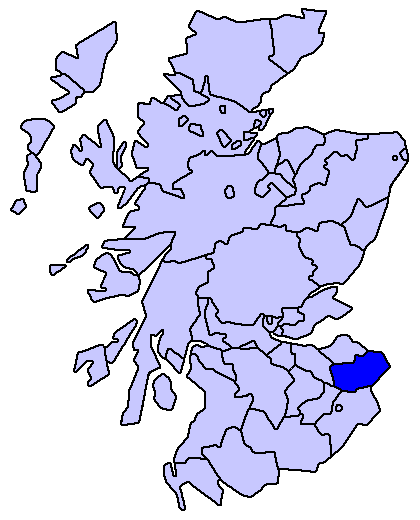
深藍色的區塊就是柏維克郡。

在愛丁堡動物園時，佛伊泰克並不孤獨，仍然是觀光客的重要焦點，也有以前的同袍去探望牠，而牠也不忘向來看牠的波蘭老兵卡洛勒斯基討菸抽。
佛伊泰克最後於1963年12月過世，享年22歲；就一隻熊而言，這已經算是高壽。佛伊泰克過世時所量得的體重重達500磅（約227公斤），體長6英尺（約183公分）。
佛伊泰克在愛丁堡動物園的歲月除了被鎂光燈所追逐之外，也是英國廣播公司的長壽兒童動物節目「藍色彼得」的常客（自1958年開播至今）。由於佛伊泰克的生前在英國民眾的心中佔有一席之地，愛丁堡王子大街花園建立一座佛伊泰克與波蘭士兵的銅像，倫敦的帝國戰爭博物館、加拿大渥太華的加拿大戰爭博物館以及席廓斯基博物館也要籌建佛伊泰克的雕像。格里姆斯比亦有一座佛伊泰克的木雕。
於2011年12月30日，一齣名為《佛伊泰克 - 去打仗的熊》（Wojtek - The Bear That Went To War）的紀錄片於蘇格蘭上映。

## 外部連結
- 尋求榮譽的「戰士熊」（页面存档备份，存于） 英國廣播公司新聞 2008年1月25日
- 帕特里克·波勒克. .   [2013-04-13]. （原始内容存档于2020-11-11）.
- 佛伊泰克熊 （页面存档备份，存于） 畫廊和文章
- 佛伊泰克 - 戰士熊 （页面存档备份，存于） 世界各地歷史項目支持和宣傳組
- 網上博物館 （页面存档备份，存于） 致力於維護佛伊泰克時代的歷史
- 佛伊泰克列兵，喝酒、吸煙和與納粹作戰的重35英石的「兵熊」，以200,000英鎊的雕像紀念之（页面存档备份，存于）
- 波蘭老將有個特殊戰友 漢密爾頓旁觀者 2011年6月25日
- 波蘭「兵熊」佛伊泰克的故事變成了電影 （页面存档备份，存于） 维娜德 2011年11月16日
- 搬彈藥激士氣　二戰英「熊」寫傳奇 中國時報 2008年1月27日